# Liste der Trainer des CD Veracruz
Die nachstehende Liste beinhaltet alle Trainer der Fußballmannschaft des CD Veracruz von der Saison 1989/90 bis zum (vorübergehenden) Ende des Vereins im Dezember 2019:
| Spielzeit        | Trainer | Spielzeit    | Trainer                                                                                        |
| ---------------- | --- | ------------ | ---------------------------------------------------------------------------------------------- |
| 1989/90          | Héctor Sanabria (MEX) / Roberto Matosas (URU)                                                                          | 1990/91      | Eduardo Anthunes Coimbra (BRA) / Francisco Gómes Fernándes (Interim, BRA)                      |
| 1991/92          | Miguel Ángel López (ARG) / Eduardo Rergis Pacheco (Interim, MEX) / Roberto Matosas (URU)                               | 1992/93      | Carlos Miloc (URU)                                                                             |
| 1993/94          | Carlos Reinoso (CHI) / Aníbal Ruiz (URU)                                                                               | 1994/95      | Aníbal Ruiz (URU)                                                                              |
| 1995/96          | Tomás Boy (MEX) | Invierno '96 | Guillermo Mendizábal (MEX) / Miguel Company (PER)                                              |
| Verano '97       | Luis Manuel Blanco (ARG)                                                                                               | Invierno '97 | Víctor Manuel Aguado (MEX)                                                                     |
| Verano '98       | Víctor Manuel Aguado (MEX) / Juan Manuel Álvarez (MEX)                                                                 | Invierno '98 | Juan Manuel Álvarez (MEX) / Jorge Aude (URU)                                                   |
| Verano '99       | Luis Flores (MEX) / Roberto Matosas (URU)                                                                              | Invierno '99 | Eduardo Rergis (MEX) / Héctor Hugo Eugui (URU)                                                 |
| Verano '00       | Carlos Trucco (ARG) | Invierno '00 | Carlos Trucco (ARG)                                                                            |
| Verano '01       | Roberto Saporiti (ARG)                                                                                                 | Invierno '01 | Pablo Centrone (ARG)                                                                           |
| Verano '02       | Pablo Centrone (ARG) / Juan Alvarado (MEX) / Hugo Fernández (URU)                                                      | Apertura '02 | Hugo Fernández Vallejo (URU) / Félix Cruz Barbosa (Interim, MEX) Daniel Brailovsky (ARG)       |
| Clausura '03     | Daniel Guzmán (MEX) | Apertura '03 | Daniel Guzmán (MEX)                                                                            |
| Clausura '04     | Tomás Boy (MEX) | Apertura '04 | Wilson Graniolatti (URU)                                                                       |
| Clausura '05     | Wilson Graniolatti (URU) / Víctor Manuel Vucetich (MEX)                                                                | Apertura '05 | Juan Carlos Chávez (MEX) / Eduardo Rergis Pacheco (MEX)                                        |
| Clausura '06     | Alfredo Tena (MEX) / Emilio Gallegos (MEX) / Víctor Manuel Vucetich (MEX)                                              | Apertura '06 | Félix Cruz Barbosa (MEX) / Pedro Monzón (MEX)                                                  |
| Clausura '07     | Pedro Monzón (MEX) / Carlos Barra (MEX) / Emilio Gallegos (MEX) / Alejandro Domínguez Escoto (MEX) / Aníbal Ruiz (URU) | Apertura '07 | Neri Pumpido (ARG) / Antonio Mohamed (ARG)                                                     |
| Clausura '08     | Antonio Mohamed (ARG) / Miguel Herrera (MEX)                                                                           | Apertura '08 | Pablo Luna (MEX) / Sergio Orduña (MEX)                                                         |
| Clausura '09     | Sergio Orduña (MEX) / Luis Flores (MEX)                                                                                | Apertura '09 | Joaquín del Olmo (MEX)                                                                         |
| Bicentenario '10 | Joaquín del Olmo (MEX) / Jorge Almirón (ARG) / Antônio Carlos Santos (BRA)                                             | Apertura '10 | Sergio Bueno (MEX) / Carlos Turrubiates (MEX)                                                  |
| Clausura '11     | Omar Arellano Nuño (MEX)                                                                                               | Apertura '11 | Daniel Guzmán (MEX)                                                                            |
| Clausura '12     | Daniel Guzmán (MEX) / Joaquín del Olmo (MEX)                                                                           | Apertura '12 | David Patiño (MEX)                                                                             |
| Clausura '13     | Miguel de Jesús Fuentes (MEX)                                                                                          | Apertura '13 | Juan Antonio Luna (MEX)                                                                        |
| Clausura '14     | Juan Antonio Luna (MEX) / José Luis Sánchez (MEX)                                                                      | Apertura '14 | Cristóbal Ortega (MEX) / Leonel Álvarez (KOL)                                                  |
| Clausura '15     | Carlos Reinoso (CHI)                                                                                                   | Apertura '15 | Carlos Reinoso (CHI)                                                                           |
| Clausura '16     | Carlos Reinoso (CHI)                                                                                                   | Apertura '16 | Pablo Marini (ARG) / Juan Antonio Luna (Interim, MEX) / Carlos Reinoso (CHI)                   |
| Clausura '17     | Carlos Reinoso (CHI) / Juan Antonio Luna (MEX)                                                                         | Apertura '17 | Juan Antonio Luna (MEX) / José Saturnino Cardozo (PAR)                                         |
| Clausura '18     | Guillermo Vázquez (MEX)                                                                                                | Apertura '18 | Guillermo Vázquez (MEX) / Hugo Chávez (Interim, MEX) / Juvenal Olmos (CHI) / Hugo Chávez (MEX) |
| Clausura '19     | Robert Siboldi (URU)                                                                                                   | Apertura '19 | Enrique Meza (MEX) / Raúl Arias (Interim, MEX) / Enrique López (MEX)                           |